# Alfa Romeo 90
Der Alfa Romeo 90 ist eine viertürige Limousine, die der Automobilhersteller Alfa Romeo von 1984 bis 1987 hergestellt hat. Die offizielle Modellbezeichnung lautet Alfa 90.

## Geschichte
Der Alfa 90 ersetzte ab Oktober 1984 die bereits seit März 1972 gebaute Alfetta. Wie die Alfetta verfügte auch der Alfa 90 über einen Transaxle-Antrieb mit Fünfganggetriebe. Die Karosserie wurde bei Bertone unter dem  verantwortlichen Designer Marcello Gandini gezeichnet.
Verschiedene Motoren ab 100 PS standen zur Auswahl: Vierzylinder mit 1,8 und 2,0 Litern Hubraum sowie Sechszylinder mit 2,0 und 2,5 Litern Hubraum. Die stärkste Version leistete 156 PS und ermöglichte eine Höchstgeschwindigkeit von 205 km/h. Ebenfalls erhältlich war der Alfa 90 mit einem von VM Motori produzierten 110 PS starken 2,4-Liter-Turbodiesel.

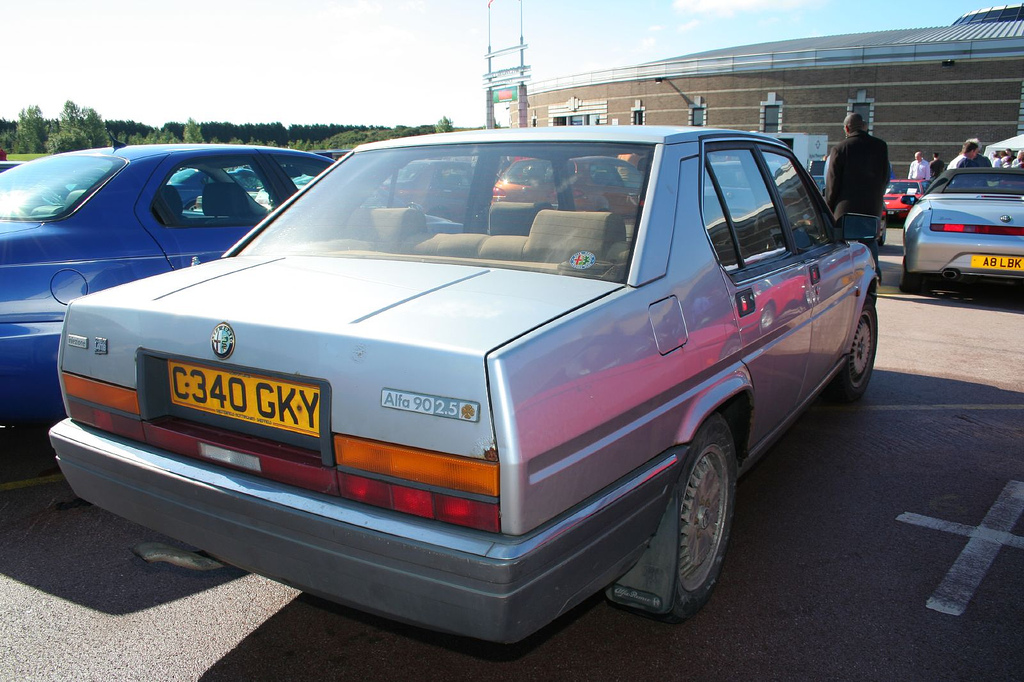
Alfa Romeo 90

Der Alfa 90 verfügte über einige Besonderheiten:
Ein geschwindigkeitsabhängiger variabler Frontspoiler sollte die Straßenlage verbessern. Als Option wurde bei Alfa Romeo erstmals ein Antiblockiersystem angeboten. Unterhalb des Handschuhfachs befand sich ein herausnehmbarer Koffer. Der Alfa 90 war auch bei der italienischen Polizei und den Carabinieri sehr verbreitet, da Alfa Romeo zum damaligen Zeitpunkt ein staatliches Unternehmen war.
Das italienische Karosseriewerk Carrozzeria Marazzi zeigte 1985 auf der Basis des Alfa 90 eine Kombivariante. Eine Serienproduktion kam nicht zustande. Die Rückleuchten stammen vom Fiat Uno.

## Nachfolger
Nach knapp drei Jahren und einer Stückzahl von 56.428 Fahrzeugen endete die Produktion des Alfa 90 im Juli 1987. Nachfolger war der in Kooperation mit Saab, Fiat und Lancia entwickelte Alfa Romeo 164.